# Symfonie nr. 102 (Haydn)
De Symfonie nr. 102 is een symfonie van Joseph Haydn, voltooid in 1793 of 1794. Het is de tiende uit zijn Londense symfonieënreeks, die hij componeerde naar aanleiding van twee bezoeken aan Londen. Ze werd voor het eerst uitgevoerd op 3 maart 1794 in de Hanover Square Rooms in Londen.
Het was waarschijnlijk tijdens de première van deze symfonie dat er een kroonluchter van het plafond viel, waarbij als door een wonder niemand geraakt werd. Door een vergissing is dit ongelukje toegeschreven aan de uitvoering van symfonie 96, waardoor die symfonie de bijnaam Miracle kreeg.

## Bezetting
- 2 fluiten
- 2 hobo's
- 2 fagotten
- 2 hoorns
- 2 trompetten
- Pauken
- Strijkers

## Delen
Het werk bestaat uit vier delen:
1. Largo - Vivace
2. Adagio
3. Menuetto: Allegro
4. Finale: Presto